# Zandkrabspin
De zandkrabspin (Psammitis sabulosus) is een spinnensoort uit de familie van de krabspinnen (Thomisidae).
De wetenschappelijke naam van de soort werd in 1832 als Thomisus sabulosus gepubliceerd door Carl Wilhelm Hahn.

## Ondersoorten
- Psammitis sabulosus sabulosus
- Psammitis sabulosus occidentalis Kulczynski, 1916[2]